# Doom Metal

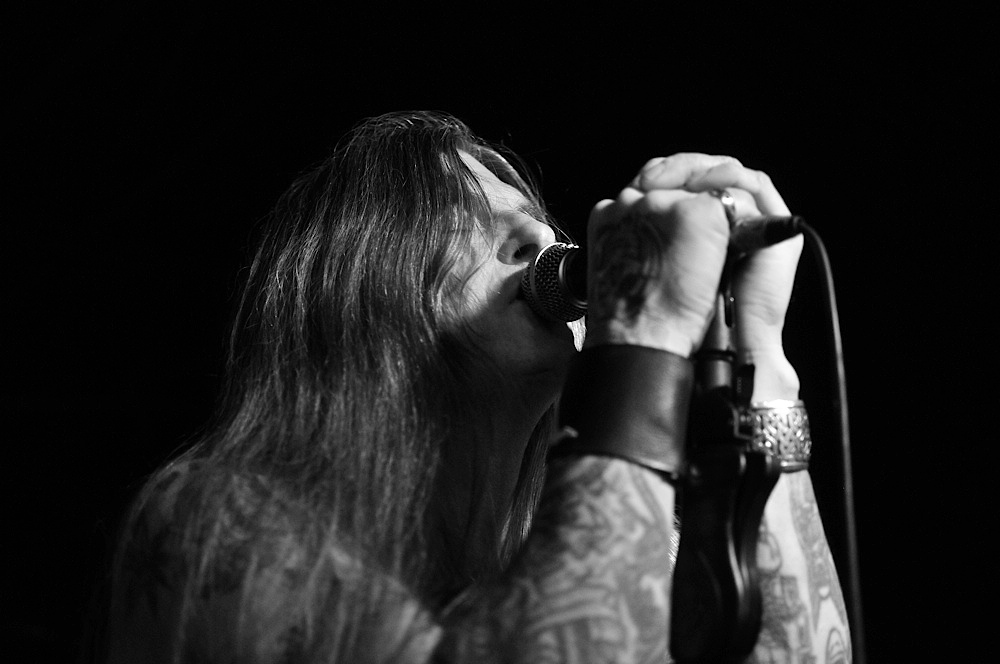
Scott Weinrich (The Obsessed und Saint Vitus), eine der prägenden Gesangsstimmen des Genres (2011)

Doom Metal (doom englisch für ‚Verhängnis‘ oder ‚Unheil‘) ist eine zu Beginn der 1970er-Jahre aus dem Hard Rock entstandene Stilrichtung des Metal, aus der sich seit den 1980er-Jahren ein breites Musik-Genre mit vielfältigen Subgenres entwickelte.
Als wegweisend für die auf Bluesrock, Psychedelic Rock und Hard Rock aufbauende Musik gilt die Reduzierung des Tempos und das stark verzerrte, tief gestimmte Gitarrenspiel. Die weiteren Grundzüge dieser Musik sind ein dem Bluesrock entlehnter Klargesang, eine als erdig warm, zugleich aber schwer und düster wahrgenommene Atmosphäre und eine zugängliche, aus dem Bluesrock entlehnte Struktur der Musik. Inhaltlich blieb der Doom Metal dabei von Texten geprägt, die von Trauer, Angst und Hoffnungslosigkeit handelten.
Das später als Proto-Doom von weiteren Entwicklungen des Doom Metal abgegrenzte Ur-Genre wurde ab dem Jahr 1970 durch die Gruppe Black Sabbath geprägt. Ihre ersten vier Studioalben werden als musikalische Ursprungswerke des Doom Metal und des Metal insgesamt bezeichnet. Neben Black Sabbath wird der American Doom Trinity aus Saint Vitus, Pentagram und Trouble sowie der Band Candlemass besondere Bedeutung für die Verbreitung des Doom Metal als eigenständiges Genre zugesprochen. Infolge der Debütveröffentlichungen dieser vier Gruppen in den Jahren von 1984 bis 1986 erfuhr die Musik erhöhte Aufmerksamkeit und wurde zunehmend als zusammenhängendes Genre rezipiert. In Abgrenzung zum Proto-Doom prägte das US-amerikanische Dreigespann später das Subgenre Traditional Doom und Candlemass den Epic Doom. Ab dem Ende der 1980er Jahre entstanden weitere Folge- und Crossover-Stile, die die Wahrnehmung des Doom Metal nachhaltig prägten und das Verständnis der Stilrichtung als breit gefächertes Musikspektrum erweiterten. Viele neue und bereits aktive Interpreten des Doom Metal wurden nachkommend populärer.
Das Doom-Metal-Spektrum zeichnet sich durch Gemeinsamkeiten in Publikum, Spielweise, Inhalt und Ästhetik aus. In der Anhängerschaft des Genres entstand in dieser Zeit eine kulturelle Gemeinschaft als Teilströmung der Metal-Szene mit Überschneidungen zum Punk. Dabei entwickelten sich in der Doom-Metal-Anhängerschaft eigene Unternehmen, Veranstaltungen und Modeaspekte, die den Doom Metal und seine Fans teilweise in der allgemeinen Metal-Szene separieren.

## Geschichte
Doom Metal weist als Stil, Genre und Kultur eine jahrzehntelange Historie auf. Dabei blieb der Stil in den frühen Jahren eine unbenannte Teilmenge des Hard Rock und Heavy Metal und konnte sich nach ersten Erfolgen, Namensgebung und internationaler Verbreitung in den 1980er-Jahren nur langsam als eigenständiges Genre und autarke Szene etablieren.

### Vor- und Frühgeschichte seit den späten 1960er-Jahren
Seit den 1960er-Jahren gab es erste Aktivitäten von Bands, deren Musik sich für den Doom Metal als wegweisend erwies. Die Musik- und Szene-Strömung um den Doom Metal formierte sich aber erst Jahre später. In den 1980er-Jahren wurden rückblickend Interpreten wie Blue Cheer, Iron Butterfly und Arzachel als Vorläufer benannt. Als frühe Vertreter des damals noch unbenannten Genres werden seither Black Widow, Bedemon und Pentagram gewertet.
Musikjournalisten und Genrechronisten wie der britische Garry Sharpe-Young, der amerikanische J. J. Anselmi oder der russische Aleksey Evdokimov heben einheitlich Black Sabbath als zentralen Wendepunkt in der Entstehung des Doom Metal hervor. Die ersten vier Alben der Band gelten als initiale Veröffentlichungen des prototypischen Doom Metal sowie als musikalischer Grundstein des gesamten Genrespektrums. Mit den Alben Black Sabbath, Paranoid, Master of Reality und Black Sabbath Vol. 4 gestaltete die Band gemäß Sharpe-Young in ihrer Urbesetzung, bestehend aus Tony Iommi, Geezer Butler, Ozzy Osbourne und Bill Ward, von 1970 bis 1972 die wesentlichen Züge des Doom Metal. Anselmi führte aus, dass Black Sabbath „Pionierarbeit im Genre“ leisteten, indem sie eine auf Blues basierende Musik im „Schneckentempo und durch donnernde Verstärker“ schickten. Anfangs nicht als eigenständiger Stil wahrgenommen, sondern als Hard Rock tituliert, entstand der Doom Metal in der Ur-Phase des Metal. Während rückblickend Interpreten des gleichen Zeitraums, wie Deep Purple, Led Zeppelin, Alice Cooper, Kiss oder Motörhead als maßgeblich für die Entwicklung von Stilen wie New Wave of British Heavy Metal, Speed Metal, Glam Metal und Power Metal gelten, legte Black Sabbath besonders den Grundstein für den Doom Metal. Als weitere, für den Doom Metal wegweisende Veröffentlichung, nach den ersten vier Alben von Black Sabbath, gelten die von Pentagram zu Beginn der 1970er-Jahre veröffentlichten Singles. Frank „Skip“ Groff, später eine der zentralen Persönlichkeiten der Hardcore-Punk-Szene von Washington, D.C., gründete eigens die Label Boffo Socko Records für die Veröffentlichung Hurricane/Earth Flight und Gemini Records für Under My Thumb/When the Screams Come. In der Zeit von Kritikern kaum beachtet und ohne kommerziellen Erfolg, beeinflussten die Singles wichtige Szene-Akteure wie Scott Weinrich, der The Obsessed gründete und später für Saint Vitus sang, oder Lee Dorrian, der Ende der 1980er-Jahre Cathedral gründete und das Label Rise Above Records initiierte.
Als weiterer Meilenstein in der Entwicklung zum Genre wird das Album Death Penalty von Witchfinder General aus dem Jahr 1982 betrachtet. „Musikalisch war die Platte deutlich hörbar von Black Sabbath beeinflusst, kombinierte den Sound der Altmeister jedoch mit dem härteren und seinerzeit frischeren Sound der NWoBHM.“ Gelegentlich gilt das Album damit als „[e]rstes wirkliches Doom-Metal-Album“. Rückblickend wird diese Phase gelegentlich als Proto-Doom beschrieben und die Vertreter des Genres in diesem Zeitraum als Proto-Doom-Bands kategorisiert.

### Etablierung als Genre und Szene ab der Mitte der 1980er-Jahre

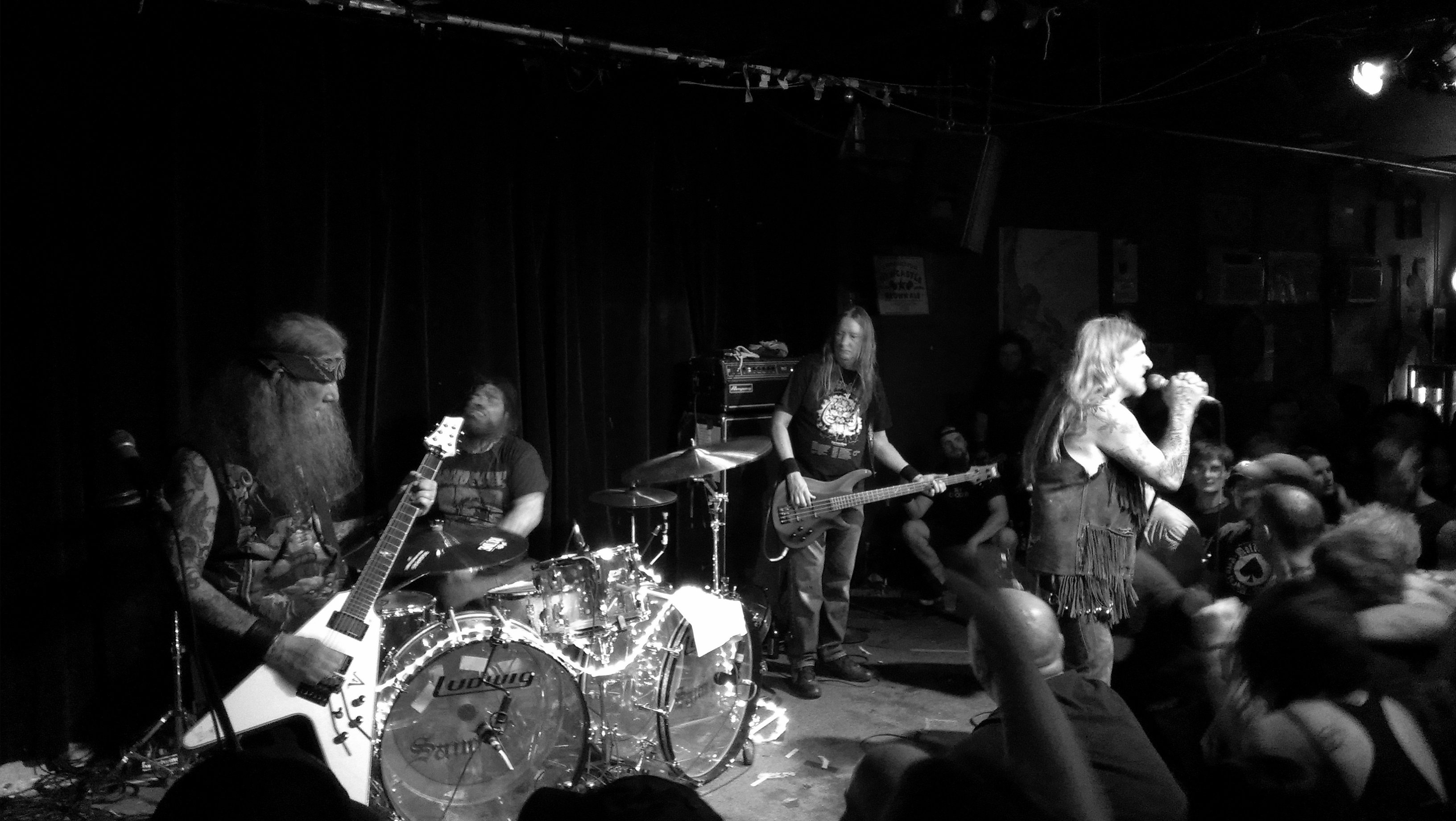
Die Band Saint Vitus, hier 2012 live in Memphis, berief sich musikalisch und ästhetisch auf den Proto-Metal von Black Sabbath, stand kulturell und ökonomisch jedoch durch den Vertrieb über SST Records und gemeinsame Auftritte mit Black Flag der Hardcore-Punk-Szene nahe.

Den finalen Anstoß zur Werdung eines eigenständigen Genres und einer Szene setzten vier Interpreten in der Mitte der 1980er-Jahre. Musikjournalisten prägten für die Gruppen Trouble, Pentagram und Saint Vitus Bezeichnungen wie die heilige Dreifaltigkeit des amerikanischen Doom Metals oder American Doom Trinity. Mit ihren 1984/1985 erschienenen Debütalben Trouble, Saint Vitus und Pentagram wird diesen Bands und Alben der Erfolg des Doom Metals und damit einhergehend die Etablierung einer ersten Doom-Metal-Szene im Verlauf der 1980er-Jahre zugesprochen – allerdings zumeist gemeinsam mit den Anfängen der schwedischen Band Candlemass und deren ersten Alben Epicus Doomicus Metallicus und Nightfall.

„Bis Trouble[, Pentagram, Candlemass und Saint Vitus] auftauchten, wurde Black Sabbaths ursprünglicher, träger, heruntergestimmter Heavy-Metal-Klang, nun ja, einfach ‚Heavy Metal‘ genannt und war unter dem überwältigenden Ansturm des Thrash größtenteils in den Mülleimer der Musikgeschichte verbannt worden.“

In den folgenden Jahren konnte Doom Metal kaum Mainstream-Erfolge erzielen, wirkte sich jedoch kontinuierlich auf die Entwicklung des Metals und der Metal-Szene aus. In der Wahrnehmung als Pendant des Speed und Thrash Metal festigte sich die Vorstellung von Doom Metal als Genre. Aufgrund einer oft lose antiautoritären und gegenkulturellen bis linksliberalen Attitüde der Anhänger und der gemeinsamen Nutzung von Auftrittsmöglichkeiten und Labeln stand die kleine, um den Doom Metal existierende Szene kulturell und ökonomisch der Punk–, Hardcore- und Crust-Punk-Szene nahe und begünstigte so nachfolgende kulturelle und musikalische Überschneidungen wie Sludge oder Post-Metal. Innerhalb der Metal-Szene erlangten in den 1980er- und 1990er-Jahren nur relativ wenige Doom-Bands größere Bekanntheit.

### Fortlaufende Stilvermengungen in den 1990er-Jahren
In den frühen 1990er-Jahren etablierten sich weitere Independent-Label wie Rise Above Records oder das Berliner Unternehmen Hellhound Records, die sich auf Künstler des Doom Metals spezialisiert hatten und zum Underground-Erfolg des Genres beitrugen. Das, laut Eigenbeschreibung „härteste Label der Welt“, Hellhound Records wurde durch den Verlag bekannter Doom-Bands wie Saint Vitus und The Obsessed populär, prägte jedoch zugleich in den frühen 1990er-Jahren die Wahrnehmung von Interpreten aus dem Bundesstaat Maryland und machte damit regionale Künstler wie Internal Void, Iron Man, Revelation, Wretched und Unorthodox international bekannt. Hyperbolisch schrieb Garry Sharpe-Young über das Label, dass jede Band mit einer dem Bundesstaat zugehörigen Gruppe einen Vertrag von Hellhound bekam. Im Resultat sei eine Reihe Klassiker des Genres über das Label veröffentlicht worden. Über Rise Above Records debütierten indes international anerkannte Interpreten wie Electric Wizard, Penance und Revelation.
Zugleich beeinflusste der Doom Metal ab dem Ende der 1980er- und Beginn der 1990er-Jahre eine Vielzahl neu entstehender Crossover-Stile und Folgeerscheinungen, welche wie Gothic Metal oder Stoner Doom mitunter kommerzielle Erfolge erzielen konnten. Schlüsselrollen dieser anfänglich als Doomcore zusammengefassten Entwicklung nahmen neben Black Flag unkonventionelle Interpreten wie The Melvins, Godflesh und Boris ein. Aus dieser Entwicklung nahm der Doom Metal neben Thrash Metal und Black Metal eine Rolle als Katalysator der Entwicklung der Metal-Szene dieser Zeit wahr. Zur Abgrenzung der neuen Spielformen wurden in dieser Phase auch Begrifflichkeiten für den originären Doom Metal geprägt. Der Einfluss des Doom Metal setzte sich in den 1990er-Jahren in der Entwicklung von unter anderem Grunge, Alternative Metal, Sludge, Stoner Rock und Stoner Doom fort und konnte mit Interpreten wie Soundgarden, The Gathering, Kyuss, Queens of the Stone Age oder Type O Negative in abgewandelter Form Chart- und Mainstream-Erfolge verbuchen. Zugleich bestand der originäre Doom Metal mit Bands wie Dawn of Winter aus Deutschland, Electric Wizard aus Großbritannien, Church of Misery aus Japan, Count Raven aus Schweden oder Spiritus Mortis aus Finnland international fortwährend als Underground-Phänomen weiter.

### Breitere Wahrnehmung und Vergemeinschaftungspraktiken nach der Jahrtausendwende

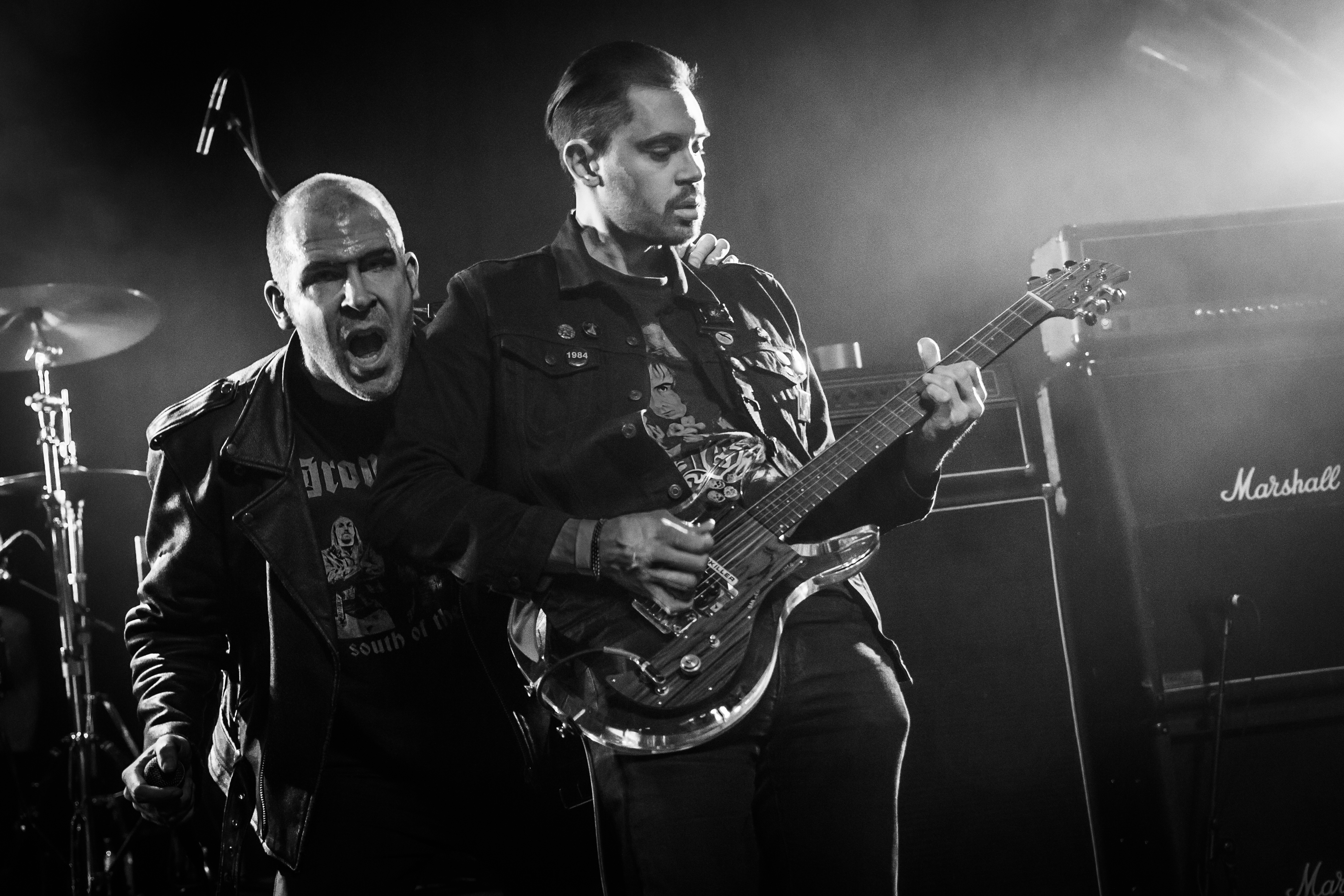
Gruppen wie Magic Circle, hier live in Hamburg (2019), führten den Doom Metal nach der Jahrtausendwende fort.

Nach der Jahrtausendwende entstanden mit Doom Shall Rise, den Dutch Doom Days oder dem Malta Doom Metal Fest speziell auf den Doom Metal und seine Subströmungen hin ausgerichtete Festivals, die der kleinen Szeneströmung als Anlaufpunkte dienten. Seither wurden diese ersten Festivals mit dem Roadburn Festival, dem Hammer of Doom und diversen weiteren Veranstaltungen ergänzt. Mit Doom-Metal.com existiert seit den frühen 2000ern neben den Veranstaltungen und den diversen Labeln ein langlebiges Webzine, das sich ausschließlich dem Spektrum des Doom Metal widmet. Fanzines wie das Doom Metal Front trugen ebenfalls zur breiten Vernetzung der Szene bei. Zeitnah zu den ersten Festivals und der Etablierung des Webzines kam es mit Interpreten wie Reverend Bizarre, Witchcraft und Blood Ceremony zu einem Revival des Genres. Insbesondere Reverend Bizarre gilt rückblickend als Initiator des Revivals. Dieses Revival führte zu einer Fülle neuer Interpreten und einer erhöhten Aufmerksamkeit innerhalb der Metal-Szene. Szenemagazine wie das Decibel und das Deaf Forever widmeten sich in den 2000er- und 2010er-Jahren dem Genre mit Specials. Auch erste Sachbücher zum Doom Metal entstanden.
Neben weiteren Hybridisierungen zum Beispiel durch Orthodox und Messa mit Jazz-Variationen, durch Baroness und Oceans of Slumber mit Progressive Rock, durch Exulansis und Blóð mit unterschiedlichen Facetten des Post-Black-Metal oder durch Sinistro mit dem portugiesischen Fado, blieb der originäre Stil mit Gruppen wie The Gates of Slumber, Beelzefuzz und Mandibulla nach der Jahrtausendwende fortwährend beständig. Indes trugen Interpreten wie Pallbearer und Lucifer zum Teil massenkompatible Varianten eines auf Doom Metal aufbauenden Stils erneut in den Mainstream.

## Stilistische Einordnung
Unter dem Einfluss des Hard- und Psychedelic-Rock und dem gemeinsamen Interesse an Okkultismus, Horrorliteratur und Horrorfilmen, Cannabis sowie psychedelischer Kunst und Außenseitertum weisen viele der dem Genre zugerechneten Interpreten neben der obligatorisch ähnlichen Musik thematische und ästhetische Gemeinsamkeiten auf.

### Musik
Durch genretypische Elemente wie Reduzierung des Tempos und stark verzerrtes und tief gestimmtes Gitarrenspiel hebt sich der Doom Metal von anderen populäreren Metal-Genres ab. Orientiert an den ersten vier Alben von Black Sabbath entstand Doom Metal parallel zum Heavy Metal als düstere und langsame Variante des frühen Hard Rock mit schweren und langsamen Gitarrenriffs. Entsprechend der ikonischen Genre-Vorlage durch die frühen Black Sabbath sind Elemente aus Psychedelic-, Blues- und Hard Rock für den Doom Metal wesentlich. Ein „warmes und breites Klangbild“ mit „erdigen Gitarren“ und klarem Gesang gilt als genretypisch. Virtuosität ist gegenüber Groove und Rhythmusgefühl nachrangig. Das zur Beschreibung des Gesangs und der Musik oft bemühte Bild vom „erdigen Klang“ steht dabei synonym für ein natürliches und warmes, sowie düsteres, kraftvolles und atmosphärisches Klangbild von überwiegend tiefen Frequenzen. So definierten frühe Interpreten und Vorreiter mit der Verwendung stark verzerrter E-Gitarren, extremer Lautstärke, langsamen Tempi, Moll-Kompositionen und des Tritonus-Musters die Grundmuster des prototypischen und traditionellen Doom Metal. Der Aufbau der Songs wurde dabei meist in einem klassischen und leicht zugänglichen Strophen-Refrain-Schema der Pop- und Rockmusik bei einem als einfach geltendem 4/4-Takt gehalten.
Doom-Gitarristen nutzten dabei überwiegend Röhrenverstärker, wobei Modelle aus der Entstehungszeit des Genres besonders beliebt sind, da ihr Klang als weich, voll und warm gilt. Bi-Amping, das Koppeln von Verstärkern, sowie die Nutzung von Bassverstärkern ist im Genre zur Verdichtung des Klangs gebräuchlich. In Länge gezogene Sustain, Ausschwingen der klangerzeugenden Gitarrensaiten, werden ebenso im Doom Metal genutzt. Der Gesang wird häufig in stilistischer Anlehnung an Hard- und Bluesrock als einfach gehaltener Klargesang dargebracht. Typische und prägende Vertreter waren dabei Ozzy Osbourne, Scott Weinrich, Eric Wagner, Bobby Liebling (Pentagram) und Scott Reagers (Saint Vitus).
Von dem sonst als aggressiv und energiegeladen geltenden Metal, unterscheidet sich der Doom Metal hinzukommend durch seine vornehmlich schwermütige Stimmung. Über die musikalischen Eigenheiten als Metal-Genre ist Doom Metal atmosphärisch von „Schwere, Dunkelheit, Traurigkeit, Depression und Melancholie“ geprägt, wodurch das Genre „eine dunkle und grüblerische Atmosphäre“ ausstrahlt, die in dieser Intensität in keinem anderen Genre des Metal vorkommt.

### Inhalt
Trotz der Wahrnehmung als zusammenhängender Stil wurde mit dem Doom Metal kein enges und geschlossenes lyrisches Themenfeld verbunden, wohl aber häufige inhaltliche Gemeinsamkeiten, über die sich vage Kernmotive herleiten lassen. In dem divergenten Themenfundus des Doom Metal werden so häufig Topoi wie melancholische Geschichten, Lebensberichte, speziell Außenseitergeschichten, Drogenerfahrungen, Okkultismus und Horror bemüht. Die Emotionen Hoffnungslosigkeit, Angst und Trauer werden dabei als oft mitschwingende inhaltliche Kernmotive des Genres betrachtet. Der Musikjournalist und Sachbuchautor Jon Wiederhorn führte in einem für Bandcamp verfassten historischen Abriss der Stilentwicklung die thematische Bandbreite des Doom Metal, über die Entwicklung des gesamten Doom-Metal-Spektrums aus.

„Manchmal gibt es Orgeln [z.B. im Funeral Doom], Samples [z.B. im Post-Metal oder Sludge] und musikalisch komplexe Variationen [z.B. der so genannte Progressive Sludge von Baroness und Mastodon]. Solche stilistischen Entwicklungen haben beigetragen, das Genre von einer Generation zur nächsten zu bewahren. Doch auch ohne die musikalische Entwicklung erscheint Doom Metal beständig, denn Angst und Trauer sind universell – und Musiker werden immer davon angezogen, universelle Gefühle von Wut, Hoffnungslosigkeit, Angst und Trauer auszudrücken.“

Ursächlich für die inhaltliche Gewichtung gilt eine Reaktion ausgehend von der Desillusionierung hinsichtlich der Hippie-Szene in der Entstehungsphase des Genres. In Bezug auf spirituelle Einflüsse, Vorstellungen von Gemeinschaft und Frieden fand eine dialektische Abkehr von den Idealen der Hippie-Szene statt, woraufhin bereits früh Lieder entstanden, die den Konsum und Missbrauch von Drogen behandelten sowie besonders pessimistische Stücke über Krieg und Gewalt.
Auch religiöse Themen werden als potentielle Quelle für Texte und Ideen angesehen. Missionarische oder dogmatische Texte sind dabei kaum gegeben. So sind trotz des thematischen Hangs zum Okkultismus mit Gruppen wie Trouble und Place of Skulls Interpreten mit christlichen Inhalten Teil des Doom-Spektrums. Doch auch die religiösen Texte sind überwiegend persönlich und auf Erfahrungen von Liebe, Schmerz, Trauer, Glaubensverlust und Ähnliches gerichtet.
Verweise auf Horrorliteratur und -filme, Okkultismus und Hexerei sind bereits vielfach Teil der Namensgebung im Doom Metal und werden hinzukommend gestalterisch häufig aufgenommen. Eine besondere Rolle im Horror-Interesse im Doom Metal nehmen Hammer-Filme ebenso wie das Werk von H. P. Lovecraft ein. Sein Werk und der Cthulhu-Mythos gelten als gängiger lyrischer Themenfundus des Genres.

### Gestaltung
Namensschriftzüge nehmen, wie im Metal insgesamt, eine bedeutende Rolle in der Vergemeinschaftungspraxis der Kultur um den Doom Metal ein. Dabei ist die Gestaltung solcher Schriftzüge gegenüber anderen Stilen des Metal-Spektrums weniger aufwendig und fußt wie die gesamte Szene auf dem Hard- und Psychedelic-Rock. In den Folgeerscheinungen des traditionellen Doom Metal kann dieses Stereotyp aufgehoben sein. Stilprägend für die schriftbildliche Darstellung der Interpretennamen waren erneut die frühen und ursprünglichen Vertreter des Genres Saint Vitus, Pentagram, Trouble, Candlemass und Black Sabbath. Insbesondere die als ikonisch geltenden Namenszüge von Black Sabbath und Pentagram wurden häufig variierend adaptiert.
Neben den Schriftzügen sind Bezüge zu den lyrischen Schwerpunktthemen weiterführend in der Gestaltung der Tonträger und der Merchandising-Artikel wiederzufinden. Gräber, Pentagramme und Schädelknochen sind ebenso wie positive lyrische und gestalterische Bezüge zum Konsum von Drogen, insbesondere Haschisch und gelegentlich weiterer psychotroper Substanzen in Teilbereichen des Doom Metal üblich. Neben psychedelischen Motiven und Anspielungen werden in diesem Komplex häufig direkte Verweise auf Drogen, wie stilisierte Hanfblätter, Bongs und Rauch, dargestellt. Weiter werden häufig grobkörnige Bilder in „Schwarz-Weiß oder fahlen Grautönen“ mit Abbildungen von „Kreuze[n], Kirchen oder Engel[n] gesenkten Blickes“ genutzt.
Adaptionen aus der Kunst, insbesondere aus dem Klassizismus, der Romantik, dem Symbolismus und dem Jugendstil, werden im Doom Metal ebenfalls häufig genutzt. Dabei sind Kunstwerke von Arnold Böcklin, Caspar David Friedrich, Gustave Doré oder Francisco de Goya ebenso wie Illustrationen zu John Miltons Paradise Lost, den Geschichten von Edgar Allan Poe oder zur Göttlichen Komödie von Dante Alighieri üblich.
| Galerie zu einigen Adaptionen aus der Kunst |
| --- |
| - El aquelarre, ein unter anderem von Reverend Bizarre als Covermotiv genutztes Bild von Francisco Goya - Ebenso von Goya das von The Obsessed für Lunar Womb verwandte Saturno devorando a su hijo - Die Illustration zum 34. Gesang der Göttlichen Komödie von Alessandro Vellutello nutzte das Black-Doom-Projekt Head of the Demon - Ein Detail der Illustration von Doré zum 30. Gesang der Göttlichen Komödie nutzt das Label I Hate Records als Logo - Dorés Arachne, ebenfalls ein Detail einer Illustration für Dantes Inferno nutzt hingegen das Label I, Voidhanger Records als Logo - Les Oceanides Les Naiades de la mer, unter anderem von der Gothic-Metal-Band Asphodelus als Covermotiv genutztes Bild von Gustave Doré - Das Eismeer von Caspar David Friedrich nutzte unter anderem Spiritus Mortis - The Voyage of Life: Old Age von Thomas Cole wurde zum ikonischen Motiv des Albums Nightfall von Candlemass - Das Gemälde von Arnold Böcklin Die Toteninsel wurde zum Beispiel von Atlantean Kodex als Covermotiv gebraucht - While Heaven Wept nutzten John Martins The Great Day of His Wrath - Von Gruppen wie der Death-Doom-Band Whelm genutzt wurde die Paradise-Lost-Illustration Pandemonium, ebenfalls von John Martin - Lord Vicar griffen zur Covergestaltung des Albums Fear No Pain auf eine Illustration zu Richard Wagners Das Rheingold von Arthur Rackham zurück - In ictu oculi von Juan de Valdés Leal nutzten Count Raven als Coverbild des Albums Storm Warning - Zur Cover-Gestaltung des Albums With Vision nutzte Place of Skulls das Gemälde Die Erscheinung von Gustave Moreau - Das Gemälde von Pieter Bruegel dem Älteren Der Misanthrop griffen Gruppen wie die Funeral-Doom-Band Lone Wanderer auf - Die Death-Doom-Gruppe Ahab illustrierte das Album The Divinity of Oceans mit Théodore Géricaults Le Radeau de la Méduse esquisse |

## Crossover-Stile, Differenzierung und Folgeerscheinungen
Zur Etablierung des Genres trugen bis zum Anfang der 1990er-Jahre die ersten Vermengungen des „Proto-Doom“ oder „Traditional Doom“ bei, die später als Epic Doom, Death Doom und Sludge bekannt wurden. Weitere Kombinationen und Weiterentwicklungen schlossen sich diesen an. In Rezensionen werden Interpreten aus dem Spektrum des Genres häufig ohne Differenzierung der Subspielformen dem Doom Metal zugerechnet. Innerhalb kurzer Zeit nahm die Fülle der auf den Doom Metal zurückzuführenden Musikstile exponentiell zu.
Die seit den 1980er-Jahren entstandenen Folgeerscheinungen des Proto-Doom-Metal kombinierten die Grundzüge des Doom Metal mit Formen des gutturalen Gesangs und Variationen des instrumentalen Spiels aus anderen Spielweisen des Metal sowie aus genrefremden Musikstilen. Dabei blieb auch die Musik dieser Nachfolger und Subgenres in ihrem konzeptionellen Wesen eine düstere und langsame Variante des Metal, die auf die Ursprünge des Genres zurückzuführen ist. Selbst wenn die Spielformen die instrumentalen oder spielerischen Grenzen des Metal überschritten wie im Atmospheric Doom, Drone Doom oder Dark Jazz, blieb die konzeptionelle Basis das von Black Sabbath ausgehende Spektrum des Doom Metal.

### Proto-Doom, Traditional Doom und Doomcore
Ab der zweiten Hälfte der 1980er erschienen Veröffentlichungen, welche auf Stilideen des Doom Metals zurückgriffen und diese mit Ideen aus dem Extreme Metal und Hardcore Punk kombinierten. Diese Entwicklungen legten den Grundstein für die Entstehung von unterschiedlichen Subgenres des Doom Metal und der zunehmenden begrifflichen Differenzierung im gesamten Doom-Spektrum. Dabei wurden diese Stilhybride anfangs als Doomcore für neue Varianten, Traditional Doom für die Interpreten, die der Grundform des Genres weiter folgten, und Epic Doom für Candlemass und ähnliche Interpreten, voneinander abgegrenzt. In der Phase der Ausdifferenzierung des Doom-Metal-Spektrums wurden Begriffe wie Traditional Doom, für neue Interpreten, oder Proto-Doom, für die Vertreter der ersten Generation, gebräuchlich. Vollends etablieren konnten sich diese Bezeichnungen nicht, so dass der Stil gemeinhin weiter unter der Dachbezeichnung Doom Metal benannt wird. Zur besseren Abgrenzung kommen diese Stilbegriffe jedoch in Fanzines und Webzines zur Anwendung.
Der Terminus „Proto-Doom“ benennt dabei die Phase, in der ab dem Ende der 1960er der damals ungewöhnlich langsame, düstere und verzerrte Hard Rock entstand. Mit der Verwendung massiv verzerrter E-Gitarren, extremer Lautstärke, langsamen Tempi, Moll-Kompositionen und der Verwendung von Tritonus-Mustern wurden neue und düstere Wege beschritten. Das Gitarrenspiel, das reduzierte Tempo und die tiefe Atmosphäre sind weiterhin Kennzeichen des Traditional Doom. Damit beginnt die Phase des Proto-Doom spätestens mit dem Debüt von Black Sabbath und reicht höchstens bis zu den Debüts der Doom Trinity. Diese gelten seit den 1990er-Jahren als Anfang des Traditional Doom. Dieser hob sich musikalisch nicht vom Proto-Doom ab. Der Begriff beschreibt rückblickend jedoch die Unterscheidung zwischen den Phasen der Genre-Anfänge als Proto-Doom, der kulturellen Etablierung als Traditional Doom und Epic Doom für die Musik von Candlemass und der Phase der zunehmenden Differenzierung als Doomcore und seiner Aufschlüsselung in Substilbegriffe. Allerdings wurden die unter der Bezeichnung Doomcore zusammengefassten Hybride vielfältig und differenzierten sich, überwiegend im Verlauf der 1990er-Jahre, zu eigenen Stilvarianten, woraufhin der Terminus Doomcore seine Bedeutung verlor.

### Epic Doom
Die Veröffentlichungen von Candlemass Epicus Doomicus Metallicus und Nightfall sowie die ersten Alben von Solitude Aeturnus Into the Depths of Sorrow und Beyond the Crimson Horizon begründeten den Epic Doom. Als Grundlage und Vorbote galt dabei erneut Black Sabbath, diesmal mit dem 1980 veröffentlichten Album Heaven and Hell. Das Genre behielt das reduzierte Tempo und tiefe Riffing bei, kombinierte diese allerdings mit einer stärkeren Betonung epischer Momente, manchmal durch den Einsatz eines Keyboards, gelegentlich synthetische Orchesterklänge, häufig durch eine präsentere Leadgitarre, klarere Produktion und einen klaren und hohen von Ronnie James Dio und Messiah Marcolin geprägten Gesang.

### Post-Metal und Sludge
Noch bevor die Musiker des Doom Metal auf die Idee kamen, Hardcore-Elemente in ihre Musik zu integrieren, näherten sich 1984 die Hardcore-Mitbegründer Black Flag mit My War dem Doom Metal an. Die kulturelle Nähe wurde von Firmen wie SST Records mit getragen und trug unter anderem in den Szenen um Maryland, Palm Desert, Washington, D.C. und New Orleans bedeutsam Früchte. The Melvins folgten mit Six Songs und Gluey Porch Treatments der Idee, Hardcore Punk mit Doom Metal zu verbinden, Godflesh initiierten mit der EP Godflesh nicht nur mit den vom Doom unabhängigen Industrial Metal, sondern präsentierten hinzukommend einen Vorläufer des Post-Metal.

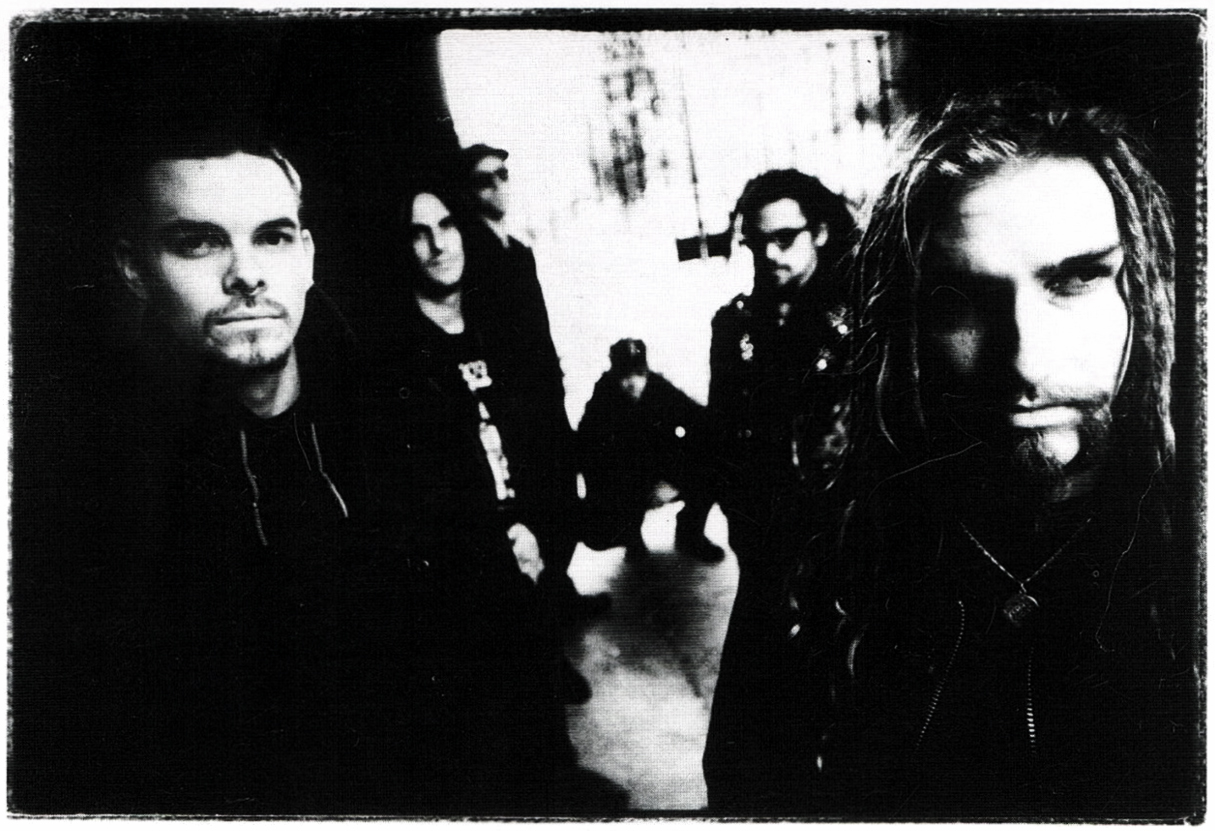
Die Gruppe Neurosis, hier auf einem offiziellen Promotions-Foto aus dem Jahr 1992, legte mit dem im gleichen Jahr veröffentlichten Album Souls at Zero einen wesentlichen Grundstein für die Entstehung des Post-Metals

So bildeten sich aufbauend auf dem Werk von Interpreten wie Black Flag, The Melvins und Godflesh durch die Veröffentlichungen Souls at Zero von Neurosis aus dem Jahr 1992 und In the Name of Suffering von EyeHateGod aus dem Jahr 1990 die Substile Post-Metal  und Sludge als eigenständige Genres.
Post-Metal ist dabei eine Musik, die sich im reduzierten Tempo einer anhaltenden Dynamik, „von leise zu laut und laut zu leise“, verschrieben hat. Diese Dynamik gilt als eines der wesentlichen Merkmale des Genres und erstreckt sich über Rhythmus, Riffing und Gesang auf annähernd alle Facetten der präsentierten Musik. Die Dynamik beinhaltet den Einsatz von folkloristischen Instrumenten und Rhythmen, die die Dynamik transportieren.
Sludge orientiert sich hingegen im Gitarrenspiel am ursprünglichen Doom Metal von Black Sabbath und der American Doom Trinity, kombiniert diesen jedoch mit einem dem Hardcore Punk entlehnten gutturalen Schrei- oder Brüllgesang und gelegentlichen Tempoausbrüchen, sowie Sampling zu einem „Mahlstrom aus trägen Riffs, gequältem Geschrei und D-Beat-Drumming“.
Gruppen, die sich in der zweiten und dritten Generation auf den Sludge beriefen und dessen Anteile am Doom Metal mit Progressive Rock kombinierten, wurden als Progressive Sludge tituliert. Insbesondere Interpreten aus dem US-Bundesstaat Georgia wie Mastodon, Baroness und Kylesa wurden mit dem Titel bedacht. Die Musik wird als besonders „dynamisch und mitreißend“ wahrgenommen. Technische Instrumentalpassagen werden dabei mit Groove und dem Riffing des Doom Metal kombiniert.
Unbenannt blieben die Kombinationen des Doom Metal mit Progressive Rock durch Bands wie Oceans of Slumber oder den Veröffentlichungen von Giant Squid seit dem Album The Ichthyologist im Jahr 2009. Gleiches gilt für die Gruppe Sinistro, welche einen modernen und progressiv klingenden Doom Metal mit dem portugiesischen Fado verband.

### Death Doom

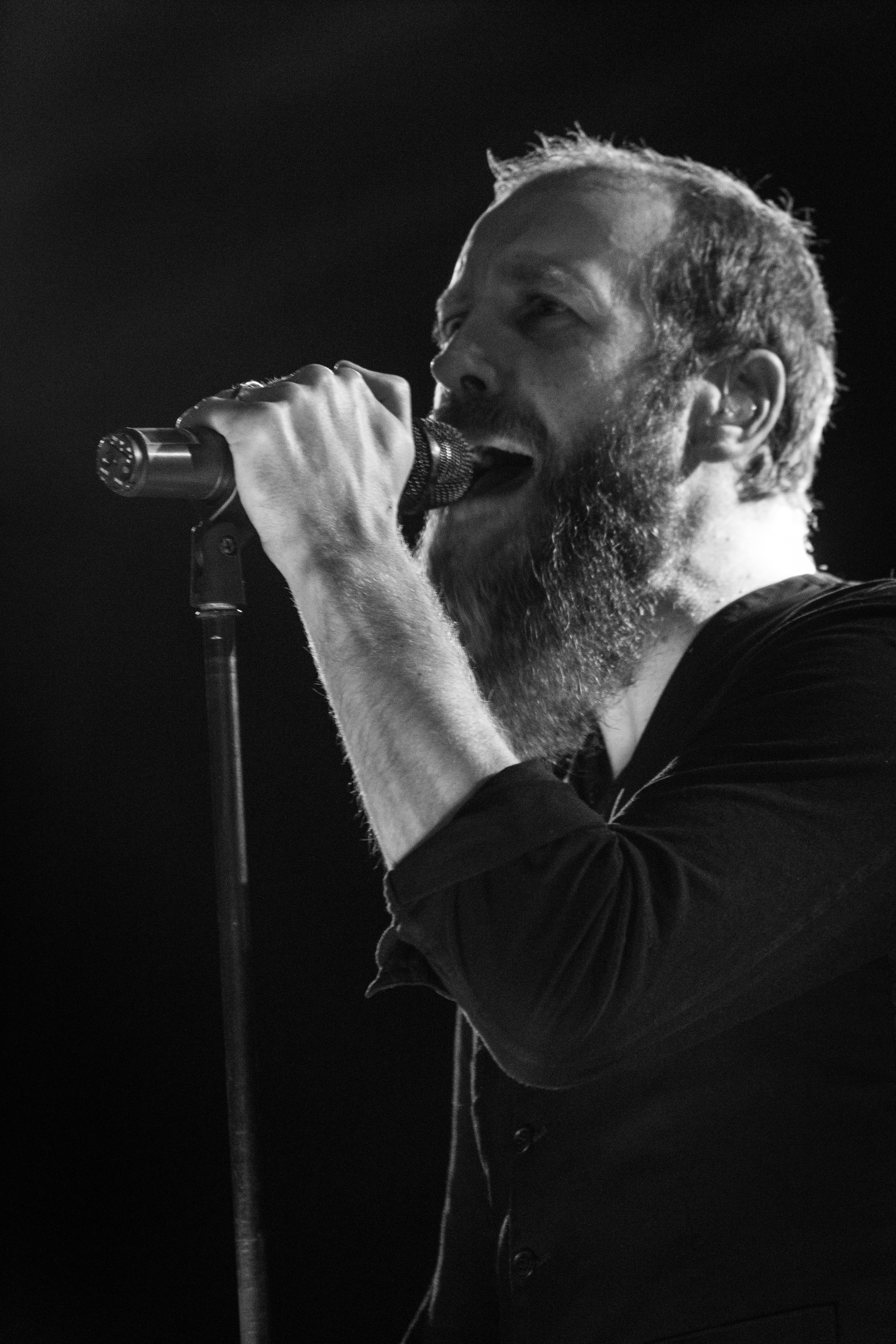
Paradise Lost, hier live beim Turock Open Air im Jahr 2015, begründeten mit ihrer Verlangsamung des Death Metal den Death Doom und über kurz darauf über die Hinzunahme von Elementen aus dem Dark Wave den Gothic Metal.

Dream Death wiesen 1987 mit ihrem Album Journey into Misery erste Fingerzeige auf den Death Doom. Analogien zum Ursprung des Death Doom, einer Verlangsamung des Death Metal, waren ebenso in Stücken von Morbid Angel zu finden. Ein Genre, das in den Jahren 1990 bis 1992 mit Veröffentlichungen vom Bands wie Disembowelment, Cathedral, Asphyx, Winter und Paradise Lost konkreter Form annahm.
Im Death Doom vermengten die Interpreten das Riffing von Candlemass und Black Sabbath mit der Aggressivität und dem Growling des Death Metal. Einige der frühen Vertreter spielten dabei primär einen verlangsamten Death Metal.

### Gothic Metal und Funeral Doom
Aus dem Death Doom wuchsen in kurzer Zeit die vom Post-Industrial und Dark Wave beeinflussten Stile Funeral Doom, der 1994 mit Stream from the Heavens von Thergothon Form annahm, und Gothic Metal, der bereits 1991 über Paradise Losts Album Gothic definiert wurde.
Die musikalische Grundidee des Death Doom, eines verlangsamten Death Metal, entwickelte sich weiter. Im Gothic Metal griffen, zum Teil die gleichen Interpreten, die den Death Doom initiierten, Elemente der Neoklassik, wie Geigenspiel und hellen Frauengesang, auf. Als zentrale Veröffentlichungen gelten zwischen 1991 und 1993 erschienene Alben und EPs von Paradise Lost, My Dying Bride und Anathema, die als „Big Three of British Doom“ oder „Peaceville Three“ eine populäre Phase des modernen Doom Metal mit bestimmten, sowie der schwedischen Gruppe Tiamat.
Funeral Doom wird als ein Crossover-Stil, der Elemente des Death Doom mit Dark Ambient kombiniert, wahrgenommen. Unter der Hinzunahme von sakralen Elementen wie dem Spiel einer Orgel, wird Dynamik meist ausgespart. Besonders tief gestimmte Gitarren und kaum mehr erkennbarer gegrowlter Gesang gelten als Radikalisierung des Death Doom. Die Kombination mit den synthetischen Klangflächen des Ambient oder Dark Ambient unterstützt die angestrebte Atmosphäre. „Trotz dieser Einschränkungen gibt es eine breite klangliche Vielfalt, die von kompromissloser Rohheit bis hin zu atmosphärischen oder sogar majestätischen Ansätzen reicht.“

### Atmospheric Doom und Torture Doom
Parallel zur Entstehung von Gothic Metal und Funeral Doom entstand mit Atmospheric Doom ein Musikstil, der das Gitarrenspiel des Death Doom und seiner Folgeerscheinungen mit weitreichenden Facetten der Neoklassik verband. Interpreten wie Fallen, Omit oder Lethian Dreams nutzen klaren oft ätherisch oder sakral anmutendem Gesang und ausladende ätherische, mittelalterlich oder folkloristisch anmutende Klangflächen. Die Musik mancher Interpreten weist kaum mehr Bezug zum Metal auf. Als wegweisend für diese Spielform erwiesen sich insbesondere The 3rd and the Mortal mit der EP Sorrow und dem Album Tears Laid in Earth. Dabei wird der Terminus Atmospheric Doom uneinheitlich genutzt und umfasst ein breites Spektrum, das sich vielfach mit angrenzenden Stilen überschneidet.
Aus dem Funeral Doom entwickelte sich in den frühen 2000er-Jahren der Torture Doom – gelegentlich auch als Mental Funeral bezeichnet – ein extrem entschleunigter und aggressiv-verstörender Stil, der Elemente des Noise, des Sludge und des Dark Metal in die Musik des Funeral Doom integrierte. Frühwerke von Worship, Esoteric und später Wormphlegm prägten die Ästhetik des Genres, das sich durch dissonante Gitarren, gequält-schreienden Gesang, psychotisch anmutende Klangflächen und den Einsatz verstörender Samples auszeichnet. Inhaltlich thematisiert der Stil psychische Desintegration, Selbstauflösung und existenziellen Schmerz. Trotz nachträglich hoher Anerkennung für stilprägende Veröffentlichungen, insbesondere Tomb of the Ancient King von Wormphlegm und Church of the Flagellation mit Beiträgen mehrerer Szenebands – besitzt der Stil als Mikrogenre des Funeral Doom, selbst für das Verhältnis des Doom Metal, eher marginalen rezipierten oder ökonomischen Erfolg.

### Grunge und Stoner Doom

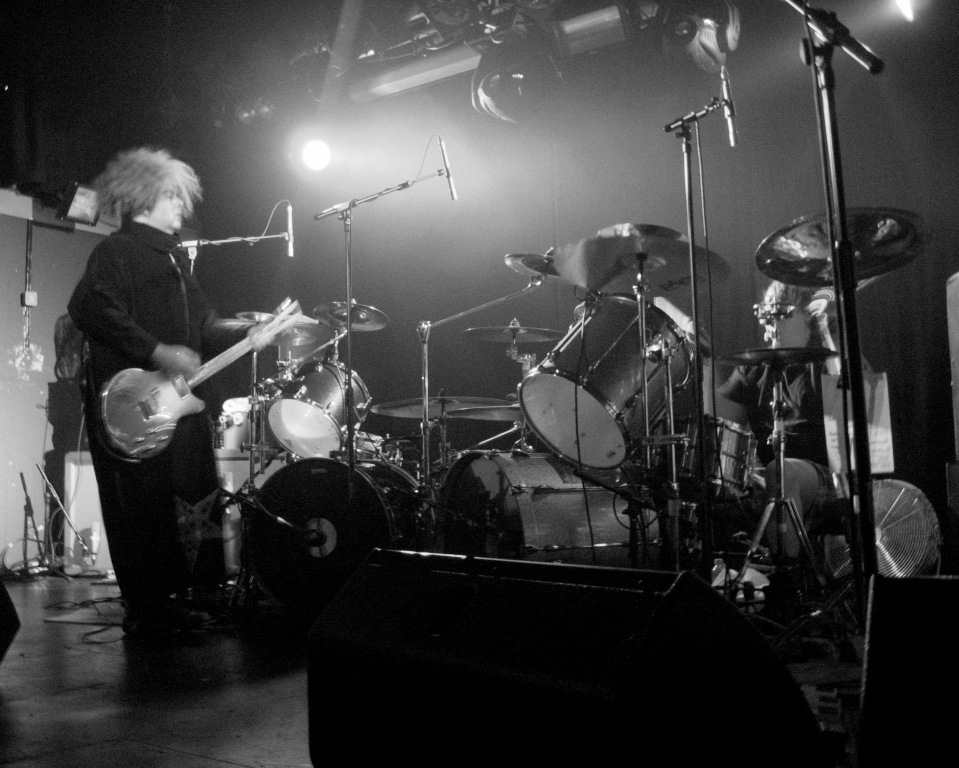
The Melvins, hier 2009, prägten Grunge, Sludge, Stoner Rock, Stoner Doom und Sludge

Zeitnah vermengten in Seattle Bands wie Green River und Soundgarden Doom Metal und Hardcore zu einem eigenständigen, als Grunge bekannten Genre, welches über die inhärente Entwicklung und die nicht auf Doom Metal fixierte Stilausprägung, nicht zu den engen Subgenres des Stils gehört. Auch im Großraum Kalifornien war der Einfluss von The Melvins prägend und führte Interpreten wie Sleep, OM und Earth zwischen 1991 und 1993 zu einer eigenen psychedelisch angelegten Spielweise des Doom Metal, dem Stoner Doom. Dieser liegt oft nahe beim originären Doom Metal, weist dabei allerdings „vermehrt psychedelische Elemente auf.“ Flanger-, Fuzz- sowie Wah-Wah-Effekte in langen hypnotischen Songpassagen werden mit einprägsamen Rhythmusstrukturen und einem basslastigen Klang gepaart.

### Stoner Rock und Drone Doom
Aus dem Stoner Doom entstand nicht nur die populäre und erfolgreiche Spielweise des sich zunehmend vom Doom Metal emanzipiertem Stoner Rock. Mit Earth 2 von Earth entwickelte sich ebenso das, mit durch die The-Melvins-Veröffentlichungen Joe Preston und Lysol angeregte und von der Minimal Music beeinflusste Extrem-Doom-Genre Drone Doom, das mit Sunn O))) einen Feuilleton-populären Interpreten hervorbrachte. Songstrukturen des Rock- und Metal-Spektrums sind im Drone Doom häufig obsolet. Zentral im Genre steht der Klang und die physische Erfahrung des gestreckten verzerrten Gitarrenklangs. „Rhythmus, Riffs und Melodieläufe“ werden dazu im Drone Doom zunehmend „aufgelöst und sind nahezu non-existent.“

### Black Doom, Dark Metal und Depressive Black Metal
In Europa entwickelte sich zu Beginn der 1990er-Jahre, neben dem britisch geprägtem Gothic Metal, der Black Doom von Bands wie Unholy und Barathrum. Dieser entstand im Zuge der zweiten Welle des Black Metals aus der Verlangsamung des bekannten skandinavischen Stils. Ähnlich dem Death Doom ist Black Doom somit ein Stil der Verlangsamung seines Vorläufer, inklusive des radikalen und oft rohen Klangs der Musik mit Tremoloriffing, Blastbeat und krächzendem Schreigesang bis hin zu gequälten und weinenden Schreien. Als gewichtiger Einfluss auf frühe Vertreter gelten dabei Hellhammer und Celtic Frost.
Als analoge Entwicklung, deren Bezeichnung ein heterogenes Spektrum umreißt, werden der Dark Metal und dessen Folgeerscheinungen der Depressive Black Metal, ausgehend von Bethlehem, Deinonychus und Katatonia, als Bindeglied zwischen Black Doom und Gothic Metal beurteilt. Die Grund-Einflüsse seien ähnlich, mitunter wird Dark Metal als fortlaufende Entwicklung aus dem Black Metal und Gothic Metal betrachtet, ohne dem satanistischen Überbau des Black Metal zu folgen. Im Ergebnis stünde eine „düster oder selbstmörderisch klingende“ Musik, die Doom Metal mit Black Metal zu einem Stil aus Schreigesang und schnellere Passagen mit der Musik des Death- beziehungsweise Black Doom kombiniert. Trotz solcher Einordnungen beschreibt der Begriff ein heterogenes Spektrum, wodurch Dark Metal sich nicht in seiner Gesamtheit dem Doom Metal unterordnen lässt.

### Dark Jazz und Jazz-Hybride

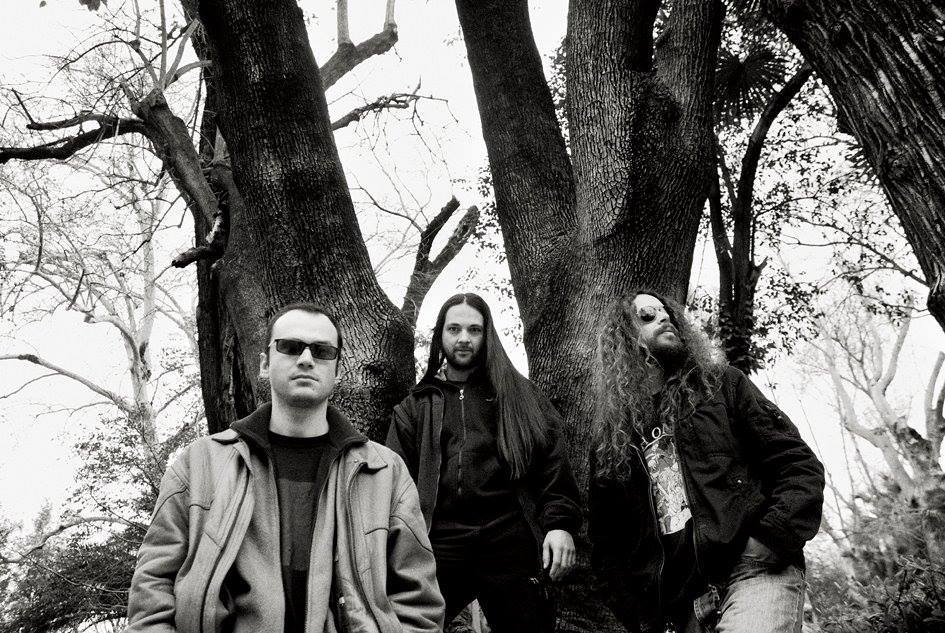
Orthodox zählen zu den wenigen Gruppen, die traditionellen Doom Metal unter dem Einfluss des Jazz spielen.

Mitunter auf den extremen Spielformen des Doom Metal aufbauend, entstand in Europa vornehmlich von Bohren & der Club of Gore – die Mitte der 1990er-Jahre ihr Debütalbum Gore Motel veröffentlichten – der Ambient- beziehungsweise Lounge-Stil Dark Jazz. Der Stil nahm mit Veröffentlichungen von weiteren Gruppen die in den frühen 2000er-Jahren debütierenden Form an. Dazu zählten Bands wie The Kilimanjaro Darkjazz Ensemble, The Mount Fuji Doomjazz Corporation und Dale Cooper Quartet & the Dictaphones. Dark Jazz gilt als Musikstil, der auf ein Metal-Instrumentarium weitestgehend verzichtet und typische Jazz-Klänge von Piano, Bass, Saxophon und Schlagzeug mit dem düster schwerem Klang des Doom Metal, surrealer Atmosphäre und Ambient verbindet.
Darüber hinaus fanden weitere Kombinationen mit dem Spektrum des Jazz statt. Das Bandprojekt Trevor Dunn’s Trio-Convulsant spielt einen von The Melvins beeinflussten Free Jazz. Die Musik der aus dem Post-Metal-Umfeld stammenden Band Ehnahre wurde als düstere freie Improvisation besprochen. Orthodox beriefen sich mit ihrem von Jazz durchzogenem Traditional Doom besonders auf John Coltrane. Messa nahm indes Elemente des Dark Jazz auf. Eine gemeinsame Ausrichtung weisen diese Gruppen nicht aus. Ein etablierter Genrebegriff für solche Verbindungen von Jazz und Doom Metal existiert ebenfalls nicht.

## Kultur

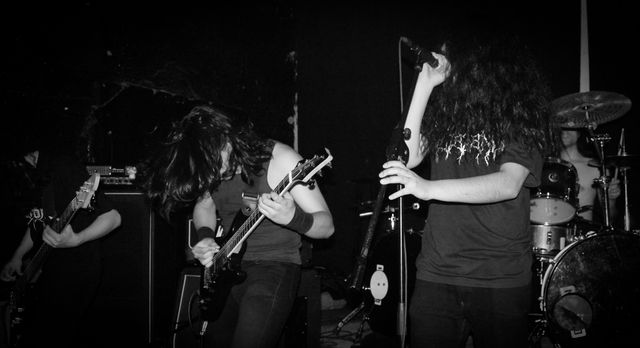
Konzerte und Festivals, wie der Auftritt von Fliegend 2011 in Santiago de Chile beim ersten Doom, Death & Darkness Festival, sind für die Erneuerung und Festigung der regionalen Doom-Metal-Szene bedeutsam.

Die sich ab der Mitte der 1980er-Jahre ausgestaltende Kultur um den Doom Metal blieb vornehmlich eine Teilströmung der Metal-Szene, nutzte wenn möglich deren Vergemeinschaftungsorte sowie Medien und unterschied sich für Außenstehende kaum erkennbar von dieser in modischen Belangen.
Die Szene ist in Korrelation zur Metalszene ein sozial transitiver Raum. Die Volkskundlerin Bettina Roccor beschrieb die Anhänger des Doom Metal 1998 noch als abgegrenzte Minderheit in der übergeordneten Szene. Christophe und Gérôme Guibert ermittelten in einer Befragung von 8.635 Besuchern des Hellfest 2011 allerdings, dass 20,7 % der Festivalbesucher Doom Metal zu den bevorzugten Stilrichtungen des Metals rechneten. Dabei stellten die Wissenschaftler auch fest, dass Metalhörer mit einem Hochschulabschluss oder höheren Bildungsgrad eine stärkere Neigung zum Doom Metal aufweisen, während Menschen mit niedrigeren Bildungsabschluss die Musik deutlich seltener zu den bevorzugten Stilen rechnen. Während Doom Metal als Musik so einen Teil der Metalszene insgesamt anspricht, bleibt eine abgegrenzte Doom-Metal-Gemeinschaft die als Nischenphänomen sich auf Basis der Musik mit eigenen modischen Elementen, eigenen Medien und Veranstaltungen abhebt. Solche Nuancierungen bedingen gemäß dem Pädagogen Lücker ästhetische und ideelle Abweichungen, die den Doom Metal innerhalb des Metals kenntlich machen.

### Szeneleben
Als zentrale Anlaufstellen der Vergemeinschaftung der Doom-Metal-Szene gelten auf das Spektrum des Doom Metal spezialisierte Konzerte und Festivals, in welchen sich die Doom-Metal-Anhängerschaft separat von der übergeordneten Metal-Szene treffen kann. Da Doom Metal als „äußerst kleine, aber umso verschworenere Gemeinschaft“ gilt, sind die meisten Veranstaltungen klein und aus dem Kreis der Anhänger gestaltet. Veranstaltungen dienen neben dem Erleben von Musik dem Knüpfen von Kontakten, dem Kauf neuer Musik und Merchandise-Artikel sowie dem Kennenlernen neuer Interpreten. Besonders populär hierzu war das Festival Doom Shall Rise. Weitere, mit der Szene assoziierte europäische Veranstaltungen sind die Dutch Doom Days, das Hammer of Doom, das Malta Doom Festival und das Festival Stoned From the Underground. Durch die geringe Größe des Genres und der Szene bieten viele Veranstaltungen mit drei- und vierstellige Besucherzahlen eine „familiäre Atmosphäre“ und bei geringen Eintrittspreisen oft mehrstündige Konzerterlebnisse mit mehreren Interpreten.
Unterschiede zu anderen Teilen der Metal-Szene liegen in den präferierten Musikgruppen und damit in den schriftbildlichen Verweisen auf die eigenen musikalischen Vorlieben. Zugleich zeichnet sich die Doom-Metal-Szene durch einen ausgeprägten Do-it-yourself-Aktivismus aus, der Parallelen zur Punk-Szene besitzt. „Produkte wie Album-Cover, Poster, Flyer und Merchandise entstehen in Eigenregie mit Hilfe von Siebdruck und vergleichbaren Techniken.“ Auch viele Unternehmen und Organisationen wie Konzert- und Festivalveranstalter, Label und Promotions-Agenturen, die sich dem Doom-Metal-Spektrum widmen, entstanden innerhalb der Szene.

### Erscheinungsbild
Wie in der gesamten Metal-Szene ist die schriftbildliche Darstellung individuell präferierter Musik in Form von Kutten oder Band-Shirts vorherrschend. Da solche Kleidungsstücke nicht von der gesamten Szene getragen werden, gelten sie neben langen Haaren als wesentliches Szene-Stereotyp. Neben dem üblichen Auftreten der Metal-Szene, behielt die Doom-Metal-Strömung gelegentlich Aspekte der Hippie-Kultur bei, wie von manchen Anhängern getragene Schlaghosen und Backenbärte. Während die Kutten der Metal- und Rocker-Szene entlehnt sind, sind die lang getragenen Haare aus der Hippie-Kultur verblieben. Leder und Jeans sind damit im Doom Metal wie in der klassischen Metal-Szene typisch, entsprechend dominieren die Farben Schwarz und Blau den Kleidungsstil. Schmuck wird in Form von Silberringen oder Anhängern getragen.

„Einen Kleiderkodex gibt es nicht. Stattdessen galten bis in die Neunziger lange Haare als selbstverständlich. Obwohl sich im neuen Jahrtausend vermehrt rasierte Köpfe und umso längere Bärte ausmachen lassen, sind Doom-Konzerte nach wie vor die mit den meisten Langhaarigen. Das Textil ist gewöhnlich schwarz. […] Man trägt Drillich, aber auch Denim oder Glockenhosen, und in der Regel schweres Schuhwerk. Außer Kreuzen, Pentagrammen, Eisernen Kreuzen, Thorshämmern, Totenköpfen und individuellen Talismanen ist der bei Metalheads beliebte Schmuck eher Nebensache, genauso wie Tätowierungen und Tarnschminke. Akteure und Sympathisanten haben außerdem das Gleiche an.“

### Medien
Alternative- und Metal-Zeitschriften widmeten dem Genre Leit- und Übersichtsartikel und führten regelmäßig Interviews mit Interpreten aus dem Spektrum des Doom Metal. Diverse, meist englischsprachige Web- und Fanzines orientierten sich hingegen vornehmlich oder exklusiv am Genre und dessen Subgenren, darunter das britische Bad Acid, das irische Abandon All Hope, das portugiesische Laudatio Funerbris, das belgische Reflections of Doom, das griechische Cimmerian Shadows, das österreichische Psychedelic Zine, diverse deutsche wie Sludge Worm Magazine, Soleil Tryste, Elysium: Magazin für Doom & Gloom und Doom Metal Front Zine und das chinesische China Stoner Doom Fanzine sowie Webzines wie Sludgelord, The Obelisk, Doomed & Stoned oder Doom-Metal.com.

## Wahrnehmung
Doom Metal wird als Teilmenge des Metal als kulturelle und musikalische Strömung überwiegend im Kontext des Metals dargestellt.

### Reichweite und Erfolg
Garry Sharpe-Young schrieb, dass die „Begriffe Doom Metal und Business Plan sich nicht denselben Raum, geschweige denn dieselbe Sprache, teilen.“ J. J. Anselmi hob ebenfalls hervor, dass alle Interpreten des Genres sich kaum aus ökonomischen Kalkül dem Genre zugewandt hätten. Dennoch hatten Interpreten des Spektrums feuilletonistische und ökonomisch bedeutsame Erfolge. Mit besonderer Bedeutung die über das Spektrum des Doom Metal hinausgehend wahrgenommene Interpreten zählen wenige Gruppen wie Black Sabbath, Candlemass, My Dying Bride, Melvins, Pentagram, Electric Wizard oder Sleep. Insbesondere die Band Black Sabbath gilt als eine der wesentlichen Gruppen des Metals insgesamt. So wird Paranoid von Black Sabbath als Exempel für jene dauerhaft erwerbbare Musik des Metal insgesamt angeführt die als „Herzstück des Szenekapitals“ fungieren. Auch weitere Doom-Metal-Veröffentlichungen, wie Sleeps Jerusalem/Dopesmoker, wurden als Klassiker des Doom Metals kanonisierte Veröffentlichungen des Metal.
Feuilletonistisch rezipiert werden mit Gruppen wie Bohren & der Club of Gore, The Kilimanjaro Darkjazz Ensemble, Nadja, Sunn O))) oder Earth überwiegend Interpreten der mit radikalem Minimalismus agierenden Subgenres Drone Doom und Dark Jazz. Doch auch Gruppen wie Ahab, Pentagram oder Paradise Lost werden in Medien jenseits der Doom- und Metal-Presse vorgestellt und besprochen.
Kommerzielle Erfolge mit soziokultureller Wirkung hatten insbesondere der Gothic Metal und der Stoner Doom in den 1990er und 2000er Jahren oder der progressive Sludge in den 2010er Jahren. Diese kommerziellen Hochphasen gingen häufig mit verstärkter medialer Rezeption einher. Musikgruppen der 1990er und 2000er wie The Gates of Slumber, Melvins, Cathedral, Paradise Lost,  My Dying Bride oder Tiamat präsentierten ihre Musik in Musikvideos, die von den Musikfernsehsendern der Zeit, in Deutschland insbesondere VIVA und MTV, meist in Alternative- und Metal-Sendungen gespielt wurden, einem breiten Publikum. Vereinzelte Musikvideos wie jenes zum Stück Bewitched von Candlemass erschienen bereits zuvor. Auch nachdem die großen Musikfernsehsender ihr Programm veränderten oder einstellten, produzierten Bands weiterhin Videos, die vornehmlich über Videoportale zugänglich gemacht wurden. Noch nach der Phase des populären Musikfernsehens dokumentierten Sendungen wie Rockpalast Auftritte von Doom-Metal-Interpreten und Festivals mit Schwerpunkten auf dem Spektrum des Doom Metals, wie dem Freak Valley Festival.
Regelmäßige Charterfolge konnten zentrale Gruppen noch nach der jeweiligen Subgenre-Hochphase verbuchen. Weitere Interpreten wie Witchcraft, Beastwars, Ahab oder The Ocean stehen ebenfalls häufig in den Charts, gelten dabei allerdings als Ausnahmen in ihren Subgenren. Abgesehen von einigen Interpreten unterschiedlichster Spielweisen und dem temporären Erfolg einzelner Subgenre durchdrang Doom Metal bis dato nicht den ökonomischen Mainstream. Besondere soziokulturellen und kommerziellen Erfolge hatten hingegen Folgeerscheinungen des Doom Metal wie Grunge, Stoner Rock und Dark Rock.

### Sachbücher und wissenschaftliche Rezeption
Exklusiv kultur- und sozialwissenschaftliche Analysen und Aufarbeitungen der um den Doom Metal existierenden Szene entstand nicht. Wissenschaftliche und populärwissenschaftliche Darstellungen der Metalszene wie Gott haßt die Jünger der Lüge von Sebastian Bernd, Das Phänomen Heavy Metal: Ein Szene-Porträt von Christoph Lücker oder Heavy Metal – Die Bands. Die Fans. Die Gegner. von Bettina Roccor gingen auf die Strömung ein, sahen allerdings nur nuancierende Abweichungen zur Metalszene. Der Religionswissenschaftler Berndt ging davon aus, dass die vorherrschenden Themen im Doom Metal Weltverachtung und Trauer seien. Die Volkskundlerin Roccor beschrieb die Gruppierung als eine sich durch die Neigung zur langsamen Musik separierende Minderheit in der Metalszene. Solche Nuancierungen bedingen gemäß dem Pädagogen Lücker ästhetische und ideelle Abweichungen, die den Doom Metal innerhalb des Metals kenntlich machen.
Die Musik wird in journalistischen und populärwissenschaftlichen Darstellungen des Metals regelmäßig als relevantes Subgenre behandelt. Genrechroniken und Sachbuch-Darstellungen des Metals wie Hellraisers von Axl Rosenberg und Christopher Krovatin, Sound of the Beast von Ian Christe oder Heavy: How Metal Changes the Way We See the World von Dan Franklin stellten das Genre sowie dessen Historie vor. Hinzukommend erschienen unter anderem von Autoren wie J. J. Anselmi, Aleksey Evdokimov, Martin Popoff und von Garry Sharpe-Young verfasste Sachbücher zum Doom Metal als Musikgenre sowie solche zu vereinzelten Subgenres.